# Mauna
Mauna ist ein Ortsteil der sächsischen Gemeinde Käbschütztal im Landkreis Meißen.

## Geographie
Mauna liegt südwestlich der Kreisstadt Meißen. Durch den Ort fließt der Schrebitzer Bach, der östlich des Ortes in den Käbschützer Bach mündet. Westlich von Mauna fließt der Kleinprausitzer Bach in den Schrebitzer Bach. Die Kreisstraße 8031 führt von Deila über Mauna nach Krögis. Dort kreuzt sie die Bundesstraße 101, die weiter südlich bei Nossen Anschluss an die Bundesautobahn 14 hat. Kleinere Straßen führen vom Ort aus in die umliegenden Orte Porschnitz und Kleinprausitz. Im Ort gibt es zudem eine Bushaltestelle.
Die Gemarkung Mauna grenzt im Norden an Leutewitz, im Nordosten an Stroischen, im Osten an Löbschütz, Pauschütz und Görna, im Südosten an Krögis und im Südwesten an Barnitz. Im Westen von Mauna schließen sich die Gemarkungen der Orte Porschnitz und Kleinprausitz an. Alle umliegenden Orte gehören als Ortsteile zur Gemeinde Käbschütztal.

## Geschichte
Im Jahre 1268 wurde ein „Fridericus de Munen“ (von Mauna) erstmals urkundlich erwähnt. Der Herrensitz gehörte 1378 zum Castrum Meißen in der gleichnamigen Markgrafschaft Meißen. Die Grundherrschaft hatten 1547 anteilig die Güter von Schleinitz und Nitzschwitz inne. Für das Jahr 1696 wird ersteres als alleiniger Grundherr ausgegeben, ab 1764 hatte dann das Rittergut Leutewitz einen Anteil am Dorf. Ab Mitte des 16. Jahrhunderts war das Dorf zum Erbamt Meißen, später zum gleichnamigen Amt und Gerichtsamt gehörig. Durch die Sächsische Landgemeindeordnung von 1838 erhielt Mauna den Status einer Landgemeinde und wurde selbstständig. Ab 1875 wird eine Zugehörigkeit des Ortes zur Amtshauptmannschaft Meißen angegeben.
Um den Weiler Mauna erstreckte sich 1900 eine 174 Hektar große Block- und Streifenflur, auf der die Bewohner des Dorfes der Landwirtschaft nachgingen. Kirchlich war Mauna nach Krögis gepfarrt und gehört noch heute zur dortigen Kirchgemeinde. Von den 105 im Jahre 1925 in Mauna lebenden Menschen waren 84 evangelisch-lutherischer und 21 katholischer Konfession. Die Eigenständigkeit der Gemeinde endete am 1. November 1935, als Mauna zusammen mit Barnitz, Görna, Luga, Nössige und Porschnitz (mit Kleinprausitz und Soppen) nach Krögis eingemeindet wurde. Nach dem Ende des Zweiten Weltkrieges wurde Mauna Teil der Sowjetischen Besatzungszone und später der DDR. In der Kreisreform 1952 folgte eine Neugliederung des Landes. Krögis und seine Ortsteile wurden dem Kreis Meißen im Bezirk Dresden zugeschlagen.
Von 1909 bis 1972 hatte Mauna einen Haltepunkt an der Schmalspurbahn Wilsdruff–Gärtitz. Der 1909 erbaute Bahnhof ist zusammen mit der Maunaer Mühle und drei weiteren Gebäuden in die Kulturdenkmalliste für Käbschütztal aufgenommen worden.
Nach Wende und Wiedervereinigung wurde Mauna Teil des neugegründeten Freistaates Sachsen und verblieb vorerst im Landkreis Meißen. In der Kreisreform 1994 wurde der Landkreis Meißen-Radebeul (ab 1996 Landkreis Meißen) aus dem alten Gebiet des Kreises Meißen und Teilen des Kreises Dresden-Land gebildet, dem Mauna bis 2008 angehörte. Ebenfalls 1994 vereinigten sich Krögis, Jahna-Löthain und Planitz-Deila zur neuen Großgemeinde Käbschütztal mit 37 Ortsteilen. Diese Gemeinde ist seit dem 1. August 2008 Teil des in der Kreisreform Sachsen 2008 aus Landkreis Meißen und Landkreis Riesa-Großenhain gebildeten dritten Landkreises Meißen.

### Entwicklung der Einwohnerzahl
| Jahr | Einwohnerzahl                          |
| ---- | -------------------------------------- |
| 1551 | 8 besessene Mann                       |
| 1764 | 5 besessene Mann, 3 Gärtner, 4 Häusler |
| 1834 | 90                                     |
| 1871 | 102                                    |
| 1890 | 82                                     |
| 1910 | 85                                     |
| 1925 | 105                                    |

## Persönlichkeiten
- Immanuel Karl Hoffmann (* 24. Dezember 1825 in Mauna; † 22. Januar 1905 in Leipzig), Lehrer und Mathematiker